# Simpang Rusa
Simpang Rusa is een bestuurslaag in het regentschap Belitung van de provincie Bangka-Belitung, Indonesië. Simpang Rusa telt 2733 inwoners (volkstelling 2010).